# Саракокша
Саракокша (Сарыкокша, устар. Сары-Кокша) — река в России, протекает в Чойском районе и Турочакском районе Республики Алтай.
Берёт начало на севере хребта Иолго, восточнее горы Кулиган, на высоте около 1420 метров над уровнем моря. Устье реки находится по левому берегу реки Бия в 273 км от устья Бии. Высота устья — 390 м над уровнем моря. Длина реки составляет 90 км. Площадь водосборного бассейна — 3150 км².

## География и гидрология
На Сарыкокше находятся сёла — Ынырга, Красносельск и Каракокша.

## Притоки
- 12 км: Уймень
- 20 км: Юля
- 28 км: Ынырга
- 36 км: Кузя
- 42 км: Каракокша

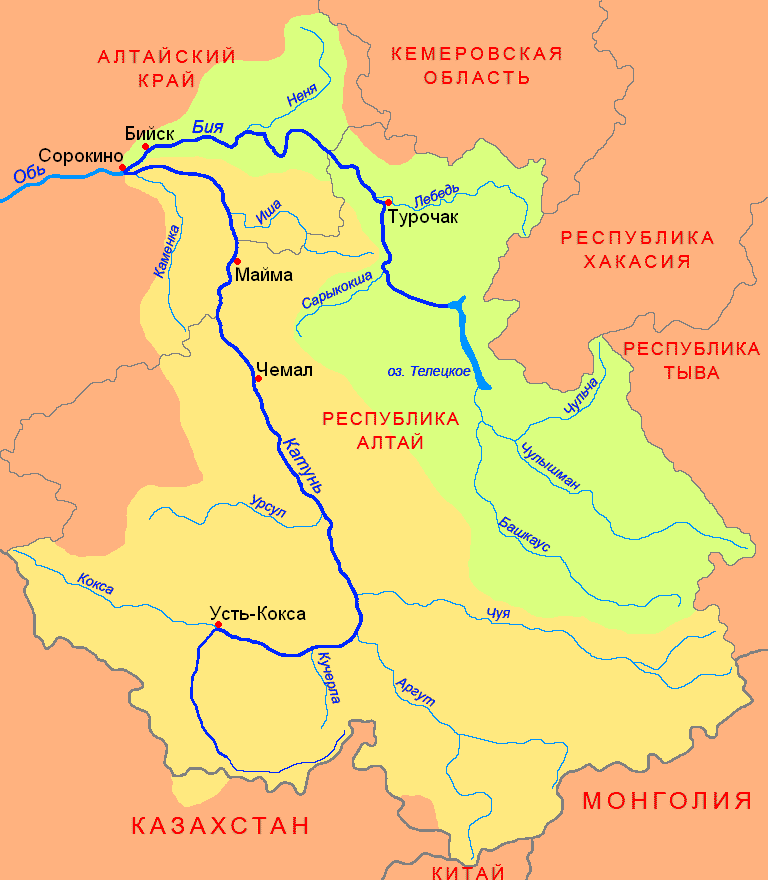
Бассейн Бии

Система водного объекта: Бия → Обь → Карское море.

## Данные водного реестра
По данным государственного водного реестра России относится к Верхнеобскому бассейновому округу, водохозяйственный участок реки — Бия, речной подбассейн реки — Бия и Катунь. Речной бассейн реки — (Верхняя) Обь до впадения Иртыша.